# إم 30

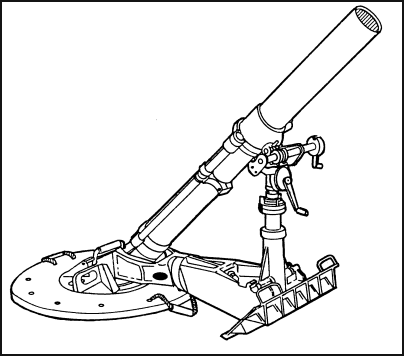
نموذج يفصل شكل الهاون

مدفع الهاون الثقيل M30  هو سلاح أمريكي ممدح ، وسماكة ، وسلاح عالي الزاوية يستخدم في دعم إطلاق نار غير مباشر طويل المدى لوحدات المشاة.

## التصميم
يزن نظام هذا الهاون (305 كجم )بما في ذلك المونة الكاملة مع محور دوار فولاذي ملحوم ولوحة القاعدة M24A1 و M53.
نقطة الاهتمام في تصميم هذا الهاون هي البرميل. يتطلب البرميل المسدّس أن تكون الجولة مناسبة جدًا للثقب حتى يتسنى للسرقة الدخول في الدوران ونقلها إلى الدوران. ولكن في مدفع هاون كمامة ، يجب أن تكون الجولة فضفاضة بما فيه الكفاية في التجويف للهبوط من الأمام. من أجل الحصول على كلا الطريقتين ، فإن هذه الطلقات لديها حلقة قابلة للتوسيع في القاعدة التي تتوسع في السرقة تحت ضغط شحنة إطلاق النار التي تدفع الجولة. بالإضافة إلى ذلك ، يؤدي نقل السبين إلى جولة إلى الابتعاد عن اتجاه النار أثناء الطيران وأطول مدة الرحلة (نطاق أكبر للاستهداف) ، إلى أبعد من الانجراف ، وبالتالي فإن الحساب لتحديد اتجاه إطلاق النار على هدف محدد لديه حساب لهذا الانجراف.
تم تصميم جولات أمريكية لتكون آمنة ومأمنة على هذا النحو ، لم يتم تسليح الصمامات في قذائف الهاون المدللة هذه إلا إذا كانت الجولة قد تم نسجها لعدد معين من المرات ، أي أن الجولة لم تكن مسلحة حتى خرجت من البرميل وتدور مسافة آمنة من مكان إطلاق البندقية.

## التاريخ
M30 دخلت الخدمة  مع الجيش الأمريكي في عام 1951 ، لتحل محل الهاون السابق M2 وقد تم اعتماده بسبب المدى الموسع والفتاكة مقارنة) ، على الرغم من أن M30 ، عند 305 كيلوغراما ، كان أثقل بكثير من 151 كيلوغرام M2.